# История Лёвенского университета до разделения

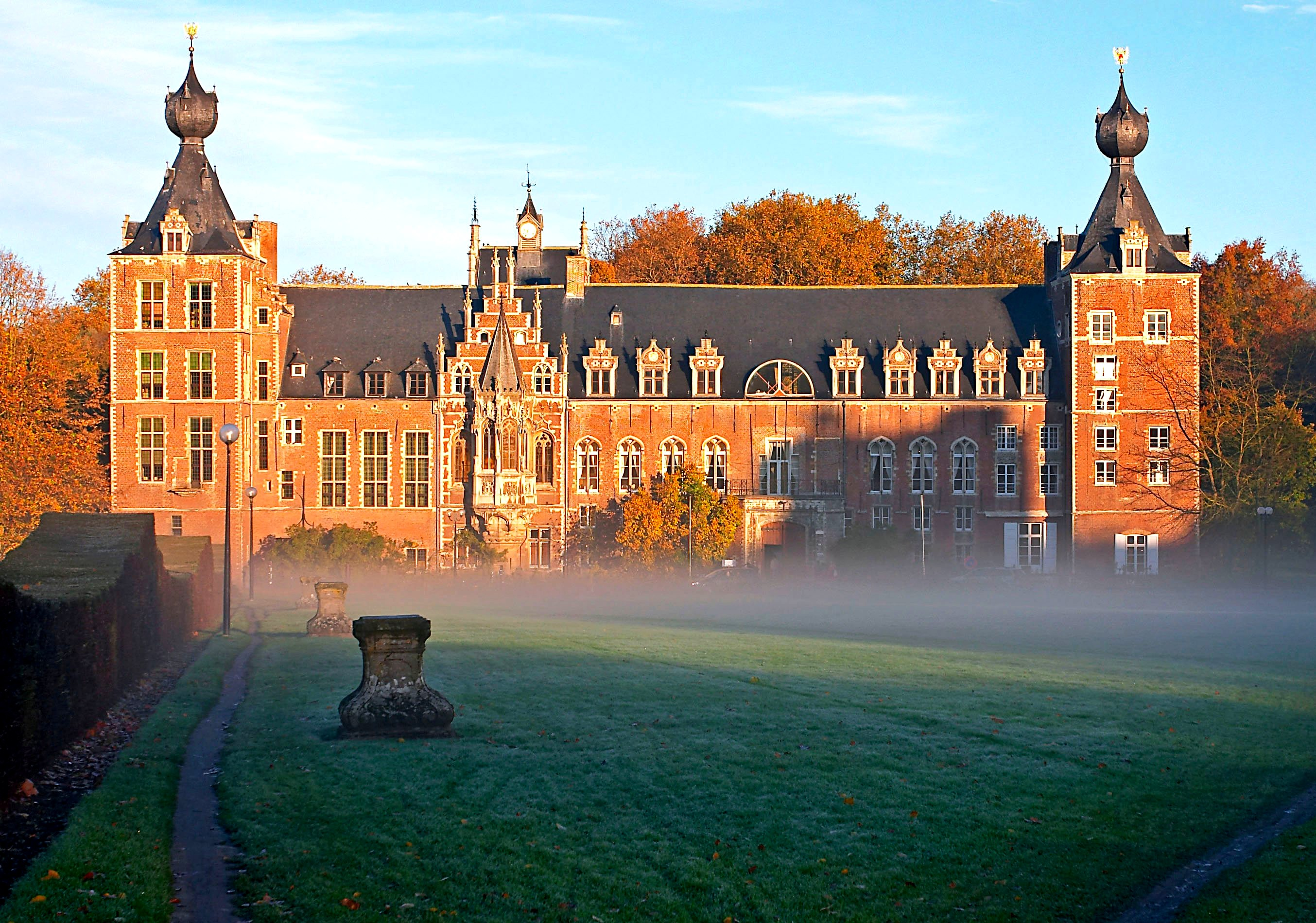
Замок Аренберг, одно из зданий Лёвенского католического университета

История Лёвенского университета до разделения (лат. Universitas lovaniensis) — история самого первого и самого известного университета Бельгии, включающая историю старого Лёвенского университета и возникшего в нём впоследствии Лёвенского католического университета. Открытие Лёвенского университета санкционировал в 1425 году папа римский Мартин V по ходатайству герцога Жана IV Брабантского.
С приходом французов в 1797 году Лёвенский университет постигла судьба всех региональных университетов Франции: он был упразднён. Возрождён местной епископией в 1834 году в городе Мехелен, в следующем году переехал в Лёвен, установив таким образом преемственность с учебным заведением дореволюционного времени. Языком преподавания долгое время была латынь, в XIX веке латынь и французский, с 1930 года — французский и нидерландский.
После 1968 года университет разделился. Из-за протестов фламандцев франкоязычный поток вынужден был покинуть город Лёвен и занял новый студгородок уже на территории Валлонии.

## Общая хронология
- Старый университет (1425—1797)
- Новый католический университет (1835—1968)
- Лёвенский кризис 1962—1968 годов

## Новые университеты
В конце кризиса 1968 года университет разделяется на две отдельные ветви:
- Лёвенский католический университет — нидерландоязычную, которая осталась в Лёвене на месте старого университета.
- Лувенский католический университет — франкоязычную, переехавшую в новый город Лувен-ля-Нёв, Валлония.